# Црна Гора на Дечјој песми Евровизије
Црна Гора је дебитовала на Дечјој песми Евровизије 2014. године која се одржала на Малти.

## Представници
| Година    | Извођач(и)                     | Песма                    | Пласман          | Поени            |
| --------- | ------------------------------ | ------------------------ | ---------------- | ---------------- |
| 2014      | Маша Вујадиновић & Лејла Вулић | Буди дијете на један дан | 14               | 24               |
| 2015      | Јана Мирковић                  | Олуја                    | 13               | 36               |
| 2016–2024 | Није учествовала               | Није учествовала         | Није учествовала | Није учествовала |
| 2025      |                                |                          |                  |                  |